# 九万大山四号隧道
九万大山四号隧道是贵南客运专线的其中一条隧道，位于中华人民共和国广西壮族自治区河池市环江毛南族自治县，全长15,485米（50,804英尺），是广西最长的铁路隧道，也是贵南客运专线广西段最长的一级高风险隧道。

## 历史
- 2022年8月17日，九万大山四号隧道全线贯通[1]。
- 2023年8月31日，九万大山四号隧道随贵南高铁荔波至南宁段开通而启用[2]。